# Battaglia del banco di Noordhinder
La battaglia del banco di Noordhinder è stata un confronto tra alcune unità leggere tedesche ed una flottiglia di pescherecci armati britannici, seguita da un intervento di alcuni cacciatorpediniere britannici che affondarono le motovedette.

## Premesse
Dopo che quattro motosiluranti della 7ª semiflottiglia tedesca basata nelle Fiandre erano state affondate il 17 ottobre 1914 al largo di Texel da una flottiglia di cacciatorpediniere ed un incrociatore britannici, i tedeschi furono riluttanti ad impegnare altre unità sottili contro le forze di pattuglia inglesi inevitabilmente superiori. Nonostante le premesse, l'ammiraglio Ludwig von Schroeder chiese rinforzi al comando della Kaiserliche Marine in termini di naviglio leggero e sommergibili ed ottenutili, anche se in termini inferiori a quanto richiesto, costituì la Flottiglia motosiluranti delle Fiandre con le 15 unità di classe A pervenute.
Il primo maggio 1915, due idroplani tedeschi in ricognizione avvistarono una flottiglia di pescherecci armati antisommergibile in prossimità del Banco di Noordhinder, ma uno di loro venne abbattuto e costretto ad un ammaraggio di emergenza, per cui le motovedette SMS A2 e A6 vennero inviate a recuperare l'equipaggio e distruggere i pescherecci. Contemporaneamente, il sottomarino tedesco SMS UB-6 silurava ed affondava il cacciatorpediniere HMS Recruit, di pattuglia nei pressi dei Goodwin Sands, e la flottiglia di pescherecci si metteva a caccia del sommergibile. Le quattro unità, Columbia, Barbados, Chirsit e Miura, comandate dal tenente di vascello James Domville ed armate con un singolo cannone da 3 libbre, verso le ore 15:00 venivano in contatto con le due motosiluranti tedesche, armate invece con cannone e siluri.

## L'azione
Avvistati i pescherecci, le motosiluranti lanciarono una salva di siluri, uno solo dei quali andò a bersaglio affondando il Columbia ed uccidendone il comandante. Immediatamente partì la richiesta di soccorso e venne distaccata dalla Harwich Force, una flottiglia di incrociatori leggeri e cacciatorpediniere che presidiava il Canale ed il cui nome derivava dall'avere sede ad Harwich, una squadriglia di cacciatorpediniere, composta da quattro unità della classe L, le HMS Laforey, Lawford, Leonidas e Lark. Vista la palese inferiorità, i restanti pescherecci decisero di accettare il confronto e tentare di speronare gli attaccanti; infatti il Barbados speronò la SMS A6 costringendola a ritirarsi, ma non prima che avesse ripescato e fatto prigionieri tre membri dell'equipaggio del Columbia. Nel frattempo i cacciatorpediniere britannici avevano raggiunto il luogo dello scontro e si erano messi in caccia raggiungendo i battelli ed affondandoli entrambi dopo un'ora di combattimento. Una parte degli equipaggi tedeschi andò a fondo con le navi, compreso il comandante Hermann Schoemann (a cui sarà intitolato un cacciatorpediniere della seconda guerra mondiale), mentre le navi britanniche non ebbero alcuna perdita.